# ادوين طومسون جاينيس
ادوين طومسون جاينيس (بالإنجليزية: Edwin Thompson Jaynes)‏ (و. 1922 – 1998 م) هو فيزيائي، وإحصائي، ورياضياتي من الولايات المتحدة الأمريكية . ولد في واترلو (آيوا) .
توفي في ميزوري ، عن عمر يناهز 76 عاماً.

## التعليم
تعلم في جامعة برنستون